# Agence spatiale canadienne
Pour les articles homonymes, voir ASC et CSA.
L’Agence spatiale canadienne (ASC ; en anglais : Canadian Space Agency, CSA) est l'agence spatiale du Canada. Elle a été fondée le 1er mars 1989 par la Loi sur l'Agence spatiale canadienne, promulguée en décembre 1990. L'agence qui emploie 600 personnes[réf. nécessaire] et gère un budget d'environ 400 millions de dollars canadiens a pour mission de planifier et de gérer les programmes spatiaux du Canada, d'accroitre et de diffuser le savoir-faire spatial dans l'industrie canadienne et de promouvoir l'utilisation des applications spatiales. Le principal programme spatial national est constitué par la série des satellites d'observation de la Terre radar Radarsat qui mobilise plus d'un tiers de ses investissements. Les autres projets de l'agence canadienne sont essentiellement des participations à des projets d'autres agences spatiales. L'ASC a participé à la réalisation de la Station spatiale internationale et à ce titre des astronautes canadiens font régulièrement partie de l'équipage de la station. L'agence est membre de l'Agence spatiale européenne et fournit ou participe à la réalisation d'instruments scientifiques embarqués dans des missions européennes. Elle participe de la même manière à des missions scientifiques de la National Aeronautics and Space Administration (NASA) comme la sonde spatiale martienne Mars Science Laboratory (MSL).

## Description

### Objectifs
L'Agence spatiale canadienne a été créée en 1989 avec quatre missions principales :
- assister le ministre de tutelle pour coordonner les politiques spatiales et les programmes ;
- planifier et réaliser les programmes et projets liés à la recherche spatiale industrielle et scientifique ainsi qu'aux applications de la technologie spatiale ;
- promouvoir le transfert et la diffusion de la technologie spatiale au profit de l'industrie spatiale ;
- encourager l'exploitation commerciale des capacités spatiales, des technologies, des installations spatiales et des systèmes spatiaux.

### Organisation

Armoiries de l'Agence spatiale canadienne.

Avec 670 employés (2012), l'agence spatiale canadienne est d'une taille relativement modeste en comparaison des autres agences spatiales occidentales. Le siège de l'agence est situé au Centre spatial John H. Chapman, à Longueuil, au Québec inauguré en 1992 dans lequel se trouve environ 90 % des effectifs. L'agence dispose également d'un établissement à Ottawa dans le Laboratoire David Florida (en) qui est principalement un centre technique. L'agence dispose de bureaux de liaison avec la NASA aux États-Unis à Washington, à Cap Canaveral et à Houston, et avec l'Agence spatiale européenne à Paris en France. L'ASC a un statut semblable à celui d'un ministère fédéral et est placée sous l'autorité du ministère de l'Industrie. Son président est Walter Natynczyk, dont le mandat est effectif à partir du 6 août 2013. L'agence spatiale définit un plan quinquennal d'investissement qui est actualisé chaque année. La plupart des développements de l'agence se font en mode projet en appliquant une méthodologie de conduite de projet normalisée.
L'Agence spatiale canadienne dispose d'un budget qui a oscillé entre 2006 et 2018 à un plus haut de 488 millions de $CAN en 2013 et un plus bas de 332 millions en 2018. Environ 15 % de ce budget est affecté au fonctionnement interne le reste est affecté aux différents projets.

## Historique

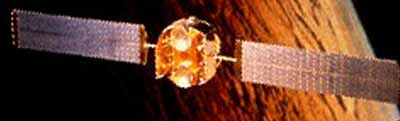
Le satellite de communication Hermès

Le Canada développe dans les années 1950 ses premières fusées avec la série des Black Brant conçus initialement pour servir de prototype à un système anti-missiles. Les Black Brant seront développés par la suite comme fusées-sondes. Elles sont toujours commercialisées en 2013. En 1957 des ingénieurs et des scientifiques du Canadian Defence Research Telecommunications Establishment (DRTE), sous la direction de John H. Chapman (en), développent le projet S-27 dans le cadre de recherches sur l'ionosphère qui débouchera plus tard sur la réalisation du premier satellite canadien Alouette 1. Celui-ci est lancé par une fusée Delta de la NASA en 1962 faisant du Canada (après le Royaume-Uni) le second pays après les deux superpuissances de l'époque à disposer d'un satellite en orbite. En 1972, le Canada est le premier pays à mettre en place un réseau de satellites de télécommunications en orbite géostationnaire avec le lancement du satellite Anik A-1. L'agence spatiale canadienne n'est créée que le 14 décembre 1990 avec comme objectif de promouvoir et développer les utilisations pacifiques de l'espace, d'accroitre les connaissances sur l'univers les techniques spatiales pour le bénéfice des canadiens et de l'humanité.

## L'activité spatiale canadienne
Contrairement aux autres grandes agences spatiales telles que la NASA, l'Agence spatiale européenne (ESA) ou l'Agence spatiale fédérale russe (Rocosmos), l'ASC n'a pas pour objectif de développer un programme spatial plus ou moins indépendant afin d'avoir un accès à l'espace. Elle préfère s'associer aux autres agences, principalement à la NASA et à l'ESA, et ainsi collaborer à moindre frais aux grands projets spatiaux, tels la Station spatiale internationale (ISS) ou le Télescope spatial James Webb (successeur du Télescope spatial Hubble).
L'Agence spatiale canadienne consacre ses ressources et ses activités à l'exécution de trois objectifs clés :
- le programme données, informations et services spatiaux regroupe les applications spatiales dans le domaine par exemple de l'Observation de la Terre. Il s'agit de répondre aux priorités nationales telles que la souveraineté, la défense, la sureté, la gestion des ressources, la surveillance de l'environnement et des régions arctique. Le projet emblématique de ce programme est RADARSAT. Ce programme représente jusqu'à 50 % des investissements de l'agence spatiale.
- Le programme en faveur de la connaissance et l'innovation via l'exploration spatiale regroupe les projets de recherches scientifique et de technologie spatiale. Le principal projet rattaché à ce programme est la participation du Canada à la Station spatiale internationale. Le développement d'instruments scientifiques embarqués sur des missions d'autres agences fait également partie de ce programme. Ce programme représente environ 30 % du budget d'investissement de l'agence spatiale.
- Le programme de maintien et d'amélioration des capacités spatiales du Canada a pour objectif de maintenir un nombre minimum de spécialistes des technologies spatiales.

## Les programmes nationaux

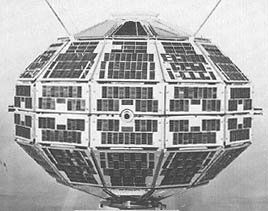
Alouette 1, premier satellite canadien.

Pour l'observation de la Terre, l'ASC utilise plusieurs satellites :
- RADARSAT-1 : lancé en novembre 1995 et toujours en activité. C'est le premier satellite commercial canadien d'observation de la Terre. Équipé d'un puissant radar à synthèse d'ouverture, il peut acquérir des images de la Terre de jour comme de nuit, quelles que soient les conditions météorologiques, au couvert nuageux ou à la présence de fumée et de brouillard.
- RADARSAT-2 : lancé le 4 décembre 2007, c'est une version améliorée de RADARSAT-1.

De plus, pour la recherche :
- SCISAT : lancé le 12 août 2003, le satellite est destiné à aider les chercheurs canadiens et internationaux à étudier le problème de la couche d'ozone, en particulier la partie au-dessus du Canada et de l'Arctique.

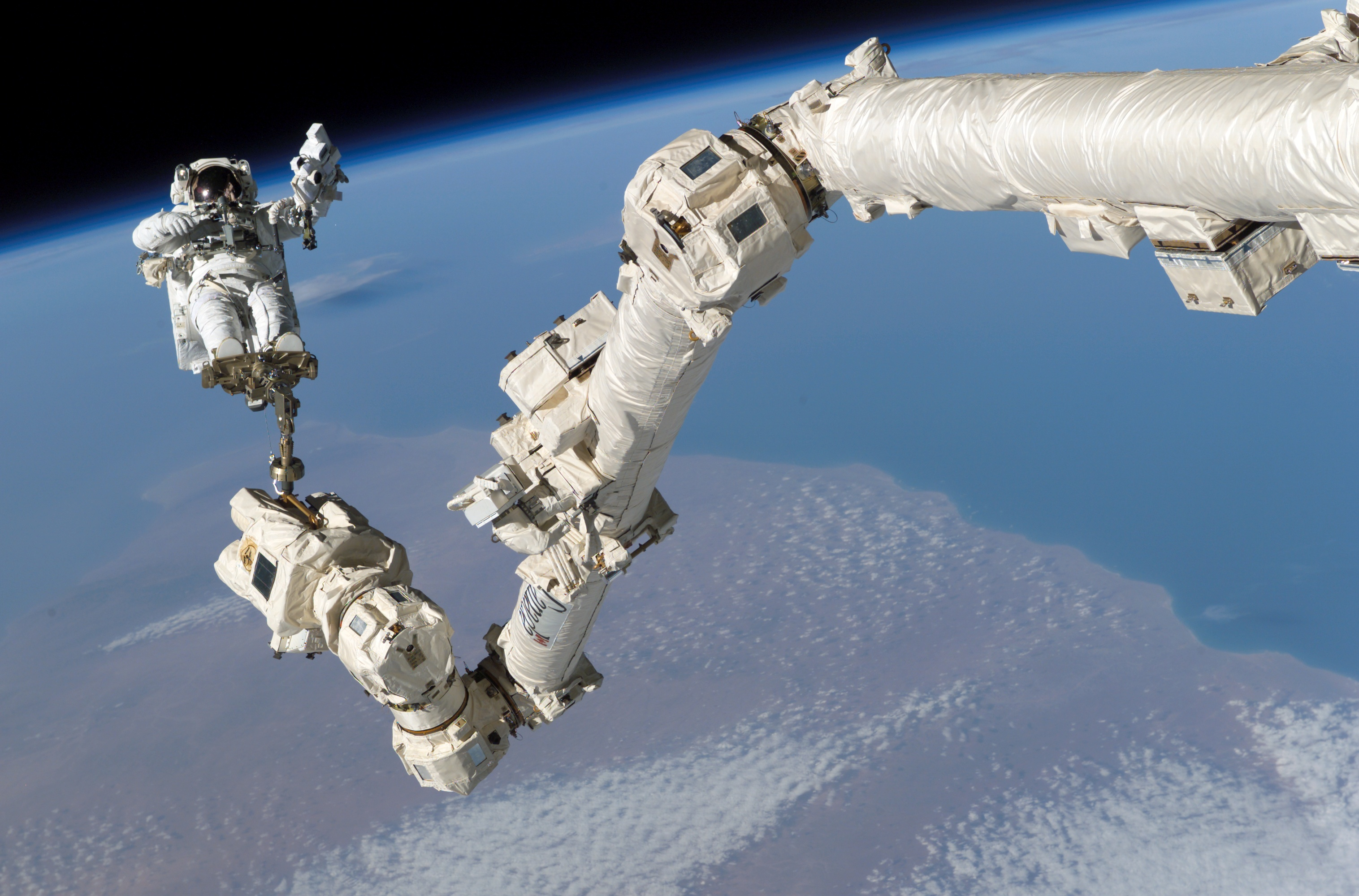
L'astronaute Stephen K. Robinson au bout du Canadarm2.

| Satellite              | Lancement         | Statut         | Lancement                                                  |
| ---------------------- | ----------------- | -------------- | ---------------------------------------------------------- |
| Alouette 1             | 29 septembre 1962 | Retiré en 1972 | Exploration de l'ionosphère                                |
| Alouette 2             | 29 novembre 1965  | Retiré en 1975 | Exploration de l'ionosphère                                |
| ISIS I                 | 30 janvier 1969   | Retiré en 1990 | Exploration de l'ionosphère                                |
| ISIS II                | 1er avril 1970    | Retiré en 1990 | Exploration de l'ionosphère                                |
| Hermes                 | 17 janvier 1976   | Retiré en 1979 | Satellite de télécommunications expérimental               |
| Radarsat-1             | 4 novembre 1995   | Retiré en 2013 | Satellite de télédétection radar                           |
| MOST                   | 30 juin 2003      | Opérationnel   | Télescope spatial                                          |
| SCISAT-1 (en)          | 12 août 2003      | Opérationnel   | Observation de l'atmosphère terrestre                      |
| Radarsat-2             | 14 décembre 2007  | Opérationnel   | Satellite de télédétection radar                           |
| NEOSSat (en)           | 25 février 2013   | Opérationnel   | Détection d'astéroïdes et de satellites                    |
| Sapphire (en)          | 25 février 2013   | Opérationnel   | Usage militaire                                            |
| UniBRITE-1 (en)        | 25 février 2013   | Opérationnel   | Nano satellite                                             |
| CASSIOPE               | 30 septembre 2013 | Opérationnel   | Étude de l'ionosphère, Messagerie asynchrone expérimentale |
| RADARSAT Constellation | 12 juin 2019      | Opérationnel   | Satellite de télédétection radar                           |

## Participations aux programmes internationaux

### Participations à la Station spatiale internationale
L'Agence spatiale canadienne a fourni une partie du système de télécommunications de la Station spatiale internationale (SSI) ainsi que les principaux systèmes utilisés pour l'assemblage de la station et la manipulation de ses pièces de rechange et des expériences scientifiques externes :
- Canadarm2, lancé lors de la mission STS-100 qui a décollé le 19 avril 2001 et complété par la mission STS-111 en juin 2002
- Manipulateur agile spécialisé, utilisé sur le Canadarm2 et lancé lors de la mission STS-123 qui a décollé le 11 mars 2008

Grâce à cette participation, l'agence spatiale canadienne dispose de 2,3 % des droits d'utilisation de la station ce qui se traduit par la présence relativement fréquente d'astronautes de nationalité canadienne dans l'équipage de la station.
En 2018, le prochain astronaute canadien dans l'espace est David Saint-Jacques, partant le lundi 4 décembre 2018 de Baïkonour au Kazakhstan, pour rejoindre la Station spatiale internationale (SSI) pour six mois et participer aux expériences scientifiques à bord.

### Collaboration avec la NASA
Le Canada a participé à plusieurs missions scientifiques de la NASA en fournissant des instruments scientifiques ou en contribuant à les développer :
- CloudSat (2006) satellite d'observation de la Terre visant à étudier les nuages
- Terra (1999) ce satellite comprend plusieurs outils de mesure et d'observations de l'environnement terrestre
- UARS (1991) satellite d'observation de la Terre. Réalisation de l'instrument WIND-II, pour la mesure des vents de haute atmosphère
- Phoenix atterrisseur martien
- FUSE (1999) télescope spatial ultraviolet
- THEMIS (2007) Étude de la magnétosphère de la Terre
- Mars Science Laboratory (2012) rover martien. Participation à l'instrument APXS.
- OSIRIS-REx (2016) sonde spatiale de recueil d'échantillon d'astéroïde. Réalisation en coopération de l'altimètre laser OLA.
- JWST (2017) télescope spatial infrarouge.

### Collaboration avec l'Agence spatiale européenne
Le Canada est un membre associé, c'est-à-dire coopérant à statut privilégié, de l'Agence spatiale européenne. La contribution de l'agence canadienne de 0,5 % soit 18,7 millions € en 2012 lui donne droit automatiquement à un retour industriel équivalent qui lui permet de participer à la réalisation d'instruments scientifiques de plusieurs missions européennes. L'Agence canadienne contribue ou a contribué ainsi aux missions :
- ENVISAT (2002) satellite d'observation de la Terre
- SMOS (2009) satellite d'observation de la Terre
- Herschel (2009) télescope spatial infrarouge
- Planck (2009) observatoire spatial micro-ondes,
- Proba-2 (2009) démonstrateur technologique

### Autres participations
En outre, l'ASC collabore avec les agences spatiales suédoise, finlandaise et le CNES pour la France sur le projet Odin (du nom du dieu de la mythologie nordique). Cette mission a pour but d'étudier l'atmosphère terrestre les objets astronomiques (étoiles, comètes, etc.). L'ASC a fabriqué le spectrographe OSIRIS, optique et imageur dans l'infrarouge. C'est cette mission qui en 2002 a démontré que l'appauvrissement de l'ozone était en perte de vitesse.
- Interbol (en) (1996) Satellite scientifique pour l'étude de la magnétosphère développé par l'agence spatiale russe Roscosmos,
- Akebono (1989) Satellite scientifique pour l'étude de la magnétosphère développé par l'agence spatiale japonaise JAXA
- Nozomi (1998) sonde martienne de la JAXA
- ASTRO-H (2014) télescope spatial rayons X de la JAXA

## Astronautes canadiens
| Nom                 | Lanceur               | Mission              | Date du lancement | Station spatiale                      | Remarques                                                          |
| ------------------- | --------------------- | -------------------- | ----------------- | ------------------------------------- | ------------------------------------------------------------------ |
| Marc Garneau        | Challenger            | STS-41-G             | 5 octobre 1984    |                                       | 1er Canadien dans l'espace                                         |
| Roberta Bondar      | Discovery             | STS-42               | 22 janvier 1992   |                                       | 1re Canadienne dans l'espace                                       |
| Steven MacLean      | Columbia              | STS-52               | 22 octobre 1992   |                                       |                                                                    |
| Chris Hadfield      | Atlantis              | STS-74               | 12 novembre 1995  |                                       |                                                                    |
| Marc Garneau        | Endeavour             | STS-77               | 19 mai 1996       |                                       | 1er Canadien à retourner dans l'espace                             |
| Robert Thirsk       | Columbia              | STS-78               | 20 juin 1996      |                                       |                                                                    |
| Bjarni Tryggvason   | Discovery             | STS-85               | 7 août 1997       |                                       |                                                                    |
| Dafydd Williams     | Columbia              | STS-90               | 17 avril 1998     |                                       |                                                                    |
| Julie Payette       | Discovery             | STS-96               | 27 mai 1999       |                                       | 1re Canadienne à visiter l'ISS                                     |
| Marc Garneau        | Endeavour             | STS-97               | 30 novembre 2000  | Station spatiale internationale (ISS) | 3e visite dans l'espace                                            |
| Chris Hadfield      | Endeavour             | STS-100              | 19 avril 2001     |                                       | 2e visite dans l'espace. 1er Canadien à marcher dans l'espace      |
| Steven MacLean      | Atlantis              | STS-115              | 9 septembre 2006  | Station spatiale internationale (ISS) |                                                                    |
| Dafydd Williams     | Endeavour             | STS-118              | 27 août 2007      | Station spatiale internationale (ISS) |                                                                    |
| Robert Thirsk       | Soyouz-FG             | Soyouz TMA-15        | 27 mai 2009       | Expédition 20, Expédition 21          | 1er vol d'un Canadien sur un véhicule russe                        |
| Julie Payette       | Endeavour             | STS-127              | 15 juillet 2009   |                                       | 13 personnes dans une station spatiale, 5 nationalités différentes |
| Guy Laliberté       | Soyouz                | Soyouz TMA-16        | 30 septembre 2009 | Station spatiale internationale (ISS) | 1er touriste canadien dans l'espace                                |
| Chris Hadfield      | Soyouz-FG             | Soyouz TMA-07M       | 19 décembre 2012  | Expédition 34, Expédition 35          | 1er Canadien à commander une équipe spatiale                       |
| David Saint-Jacques | Soyouz                | Soyouz MS-11         | 3 décembre 2018   | Expédition 58, Expédition 59          |                                                                    |
| Marc Pathy          | Crew Dragon Endeavour | SpaceX Axiom-Space-1 | 8 avril 2022      | Station spatiale internationale (ISS) | 2e touriste canadien dans l'espace                                 |

## Organisation

### Présidents

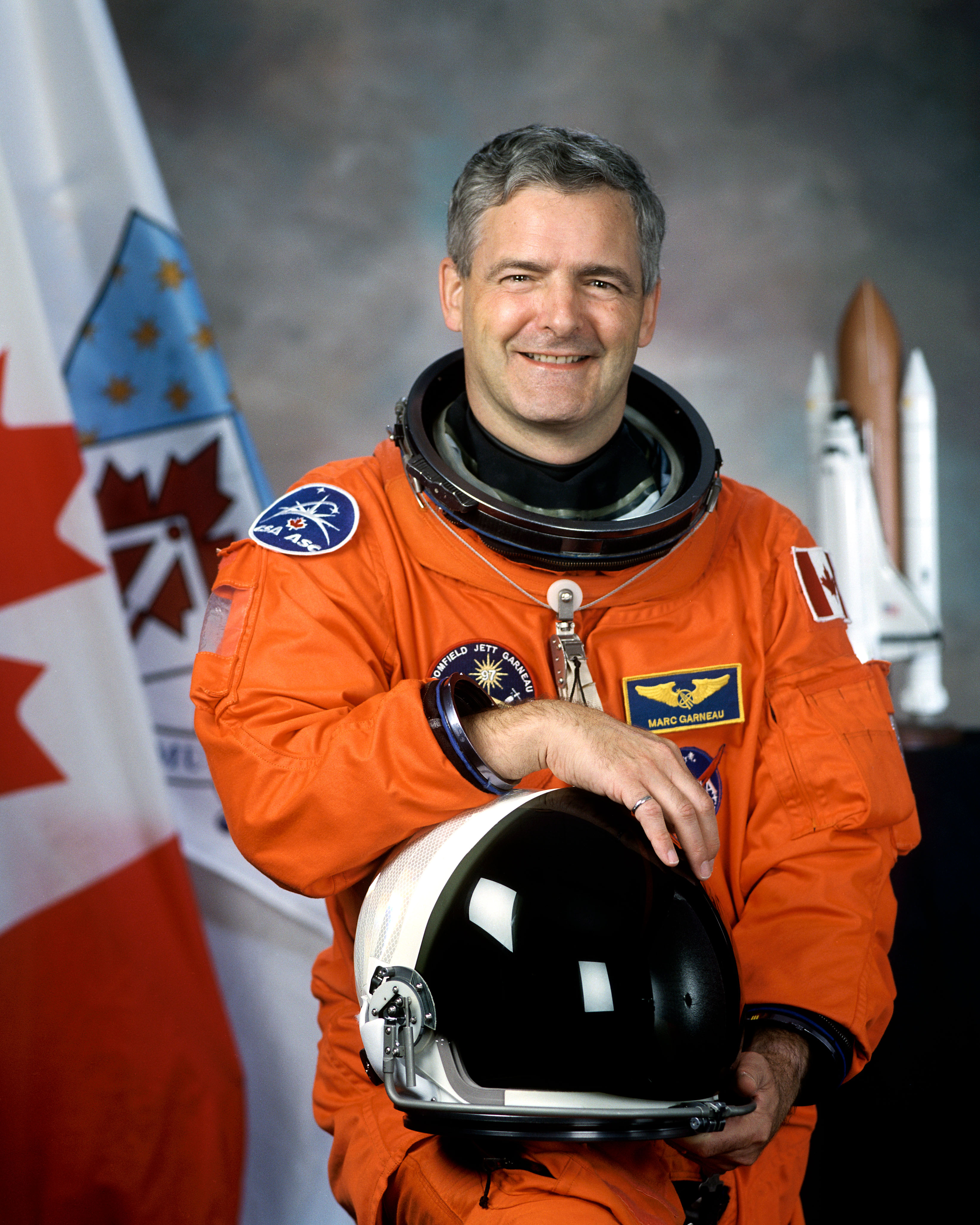
Marc Garneau, premier canadien à être allé dans l'espace et chef de l'agence de 2001 à 2007.

- Larkin Kerwin	1989-1992
- Roland Doré (en)	1992-1994
- William MacDonald Evans	1994-2001
- Marc Garneau	2001-2007
- Guy Bujold (intérimaire)	2007-2008
- Steven MacLean	2008-2013
- Gilles Leclerc (intérimaire)	2008
- Walter Natynczyk	2013-2014
- Luc Brûlé (intérimaire) 2014-2015
- Sylvain Laporte (en)  2015-2020
- Lisa Campbell 2020-

### Lanceur

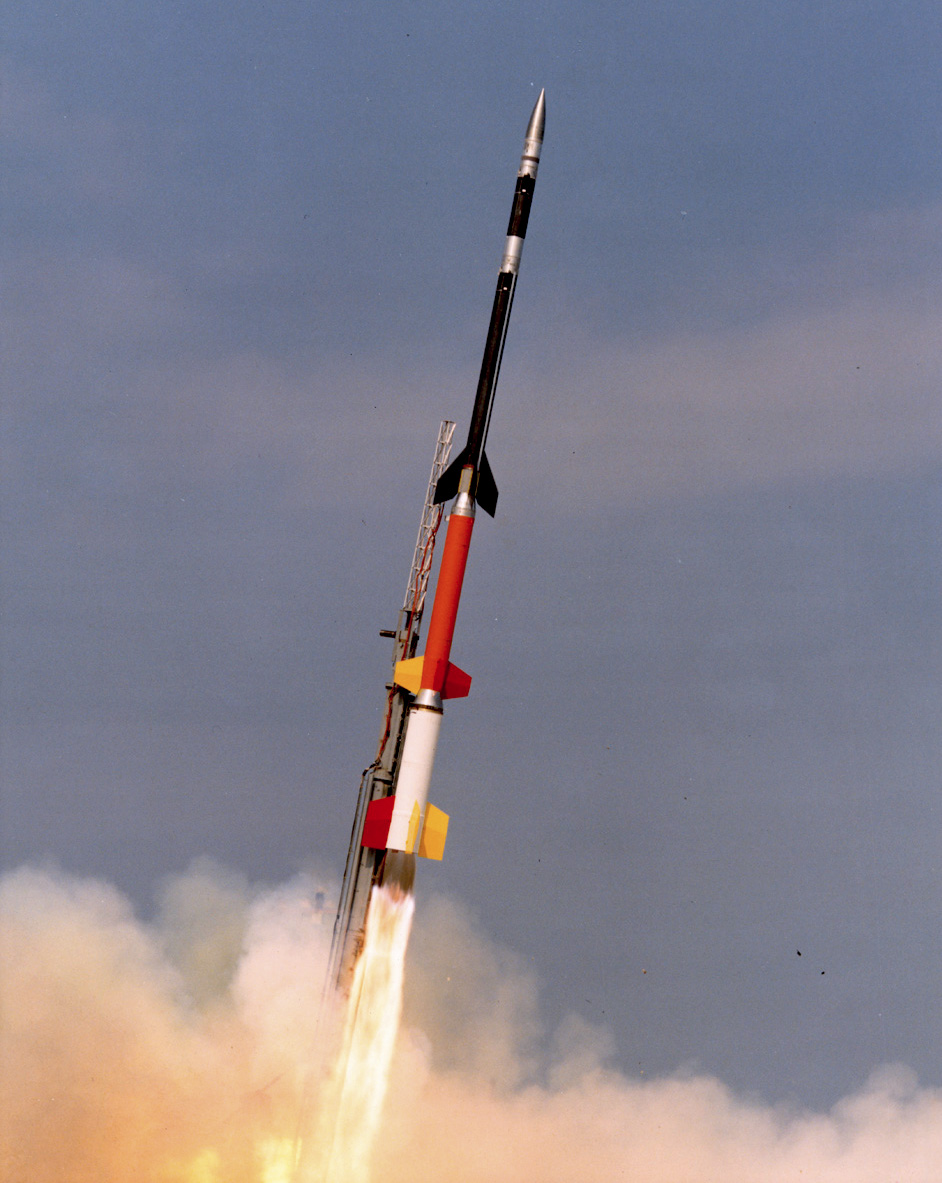
La fusée-sonde canadienne Black Brant XII décolle de Wallops Flight Facility.

L'agence spatiale Canadienne n'a pas d'installation pour les lancements au-delà de la haute atmosphère. Le Canada dépend des autres pays tels que les États-Unis, l'Inde et la Russie pour lancer ses vaisseaux spatiaux en orbite, mais l'agence spatiale et le ministère de la défense étudient la faisabilité d'avoir un site de lancement en sol Canadien,.
L'agence a fait des recherches dans certains endroits tels qu'au Cape Breton, et à Fort Churchill (Manitoba) pour un possible site de lancement pour micro-satellites (150 kg). L'agence pourrait ainsi mettre un terme à sa dépendance face aux lanceurs étrangers. Cependant, les politiciens canadiens sont plutôt sceptiques face à l'utilité d'un tel projet étant donné les coûts importants liés à ce projet. Selon l'agence spatiale Canadienne, il faudrait compter de 10 et 12 ans pour concrétiser un lanceur pour micro-satellites. Il n'existe à ce jour aucun financement pour un tel projet.

## Controverses
En 2022, des informations suggèrent que l’ASC aurait été infiltrée par des agents étrangers. Par exemple, on apprenait en 2021 que, malgré les mises en garde répétées du Service canadien du renseignement de sécurité faites depuis 2015, Wanping Zheng, un ressortissant chinois de 61 ans, aurait été laissé en poste pendant plusieurs années et en aurait profité pour aider une entreprise chinoise à installer des stations-relais de communications satellites en Islande. En Chine, ce projet aurait été présenté comme un outil important pour la sécurité du pays, « servant potentiellement tant les besoins militaires qu’économiques ».